# 2004년 하계 올림픽 육상
제28회 하계 올림픽 육상 경기는 2004년 그리스 아테네에서 열렸다.

## 메달리스트

### 남자
| 종목                    | 금                                                                                                 | 금            | 은                                                                                | 은       | 동                                                                                    | 동       |
| ----------------------- | -------------------------------------------------------------------------------------------------- | ------------- | --------------------------------------------------------------------------------- | -------- | ------------------------------------------------------------------------------------- | -------- |
| 100m 자세히             | 저스틴 개틀린 · 미국                                                                               | 9.85          | 프란시스 오비퀠루 · 포르투갈                                                      | 9.86AR   | 모리스 그린 · 미국                                                                    | 9.87     |
| 200m 자세히             | 숀 크로퍼드 · 미국                                                                                 | 19.79         | 버나드 윌리엄스 · 미국                                                            | 20.01    | 저스틴 개틀린 · 미국                                                                  | 20.03    |
| 400m 자세히             | 제러미 워리너 · 미국                                                                               | 44.00         | 오티스 해리스 · 미국                                                              | 44.16    | 데릭 브루 · 미국                                                                      | 44.42    |
| 800m 자세히             | 유리 보르자콥스키 · 러시아                                                                         | 1:44.45       | 음불라우니 물라우지 · 남아프리카 공화국                                           | 1:44.61  | 윌슨 킵케터 · 덴마크                                                                  | 1:44.65  |
| 1500m 자세히            | 히샴 엘게루즈 · 모로코                                                                             | 3:34.18       | 버나드 러갓 · 케냐                                                                | 3:34.30  | 후이 실바 · 포르투갈                                                                  | 3:34.68  |
| 5000m 자세히            | 히샴 엘게루즈 · 모로코                                                                             | 13:14.39      | 케네니사 베켈레 · 에티오피아                                                      | 13:14.59 | 엘리우드 킵초게 · 케냐                                                                | 13:15.10 |
| 10,000m 자세히          | 케네니사 베켈레 · 에티오피아                                                                       | 27:05.10 (OR) | 실레시 시히네 · 에티오피아                                                        | 27:09.39 | 제르세나이 타데세 · 에리트레아                                                        | 27:22.57 |
| 110m 허들 자세히        | 류샹 · 중화인민공화국                                                                              | 12.91 =WR     | 테런스 트래멀 · 미국                                                              | 13.18    | 아니에르 가르시아 · 쿠바                                                              | 13.20    |
| 400m 허들 자세히        | 펠릭스 산체스 · 도미니카 공화국                                                                    | 47.63         | 대니 맥팔레인 · 자메이카                                                          | 48.11    | 나망 케이타 · 프랑스                                                                  | 48.26    |
| 3000m 장애물경주 자세히 | 이제키엘 켐보이 · 케냐                                                                             | 8:05.81       | 브리민 키프루토 · 케냐                                                            | 8:06.11  | 파울 코에치 · 케냐                                                                    | 8:06.64  |
| 400m 릴레이 자세히      | 영국 (GBR) · 제이슨 가디너 · 대런 캠벨 · 말런 데버니시 · 마크 루이스프랜시스                       | 38.07         | 미국 (USA) · 숀 크로퍼드 · 저스틴 개틀린 · 코비 밀러 · 모리스 그린 · 다비스 패튼* | 38.08    | 나이지리아 (NGR) · 올루소지 파수바 · 우체나 에메돌루 · 에런 에그벨레 · 데지 알리우    | 38.23    |
| 1600m 릴레이 자세히     | 미국 (USA) · 오티스 해리스 · 데릭 브루 · 제러미 워리너 · 대럴드 윌리엄슨 · 앤드루 록* · 켈리 윌리* | 2:55.91       | 오스트레일리아 (AUS) · 존 스테펀슨 · 마크 옴로드 · 패트릭 드와이어 · 클린턴 힐    | 3:00.60  | 나이지리아 (NGR) · 제임스 갓데이 · 무사 아우두 · 솔 웨이고프와 · 에네피오크 우도 오봉 | 3:00.90  |
| 마라톤 자세히           | 스테파노 발디니 · 이탈리아                                                                         | 2:10.55       | 메브라톰 케플레지기 · 미국                                                        | 2:11.29  | 반데를레이 지 리마 · 브라질                                                           | 2:12.11  |
| 20km 경보 자세히        | 이바노 브루녜티 · 이탈리아                                                                         | 1:19.40       | 파키요 페르난데스 · 스페인                                                        | 1:19.45  | 네이선 디크스 · 오스트레일리아                                                        | 1:20.02  |
| 50km 경보 자세히        | 로베르트 코르제니오프스키 · 폴란드                                                                 | 3:38.46       | 데니스 니제고로도프 · 러시아                                                      | 3:42:50  | 알렉세이 보예보딘 · 러시아                                                            | 3:43:34  |
| 높이뛰기 자세히         | 스테판 홀름 · 스웨덴                                                                               | 2.36 m        | 맷 헤밍웨이 · 미국                                                                | 2.34 m   | 야로슬라프 바바 · 체코                                                                | 2.34 m   |
| 장대높이뛰기 자세히     | 티머시 맥 · 미국                                                                                   | 5.95 m (OR)   | 토비 스티븐슨 · 미국                                                              | 5.90 m   | 주세페 지빌리스코 · 이탈리아                                                          | 5.85 m   |
| 멀리뛰기 자세히         | 드와이트 필립스 · 미국                                                                             | 8.59 m        | 존 모핏 · 미국                                                                    | 8.47 m   | 호안 리노 마르티네스 · 스페인                                                         | 8.32 m   |
| 세단뛰기 자세히         | 크리스티안 올손 · 스웨덴                                                                           | 17.79 m       | 마리안 오프레아 · 루마니아                                                        | 17.55 m  | 다닐 부르케냐 · 러시아                                                                | 17.48 m  |
| 포환던지기 자세히       | 애덤 넬슨 · 미국                                                                                   | 21.16 m       | 요아킴 올센 · 덴마크                                                              | 21.07 m  | 마누엘 마르티네스 · 스페인                                                            | 20.84 m  |
| 원반던지기 자세히       | 비르길리유스 알레크나 · 리투아니아                                                                 | 69.89 m (OR)  | 졸탄 쾨바고 · 헝가리                                                              | 67.04 m  | 알렉산데르 탐메르트 · 에스토니아                                                      | 66.66 m  |
| 해머던지기 자세히       | 무로후시 고지 · 일본                                                                               | 82.91 m       | 없음                                                                              |          | 에슈레프 아파크 · 튀르키예                                                            | 79.51 m  |
| 창던지기 자세히         | 안드레아스 토르킬센 · 노르웨이                                                                     | 86.50 m       | 바딤스 바실레우스키스 · 라트비아                                                  | 84.95 m  | 세르게이 마카로프 · 러시아                                                            | 84.84 m  |
| 10종경기 자세히         | 로만 셰브렐레 · 체코                                                                               | 8893 (OR)     | 브라이언 클레이 · 미국                                                            | 8820     | 드미트리 카르포프 · 카자흐스탄                                                        | 8725     |

*은 본선에만 출전하고 메달을 딴 선수를 의미한다.

### 여자
| 종목                | 금                                                                                                  | 금           | 은 | 은       | 동                                                                                          | 동       |
| ------------------- | --------------------------------------------------------------------------------------------------- | ------------ | --- | -------- | ------------------------------------------------------------------------------------------- | -------- |
| 100m 자세히         | 율리아 네스차렌카 · 벨라루스                                                                        | 10.93        | 로린 윌리엄스 · 미국 | 10.96    | 베로니카 캠벨브라운 · 자메이카                                                              | 10.97    |
| 200m 자세히         | 베로니카 캠벨브라운 · 자메이카                                                                      | 22.05        | 알리슨 펠릭스 · 미국 | 22.18    | 데비 퍼거슨 · 바하마                                                                        | 22.30    |
| 400m 자세히         | 토니크 윌리엄스달링 · 바하마                                                                        | 49.41        | 아나 구에바라 · 멕시코 | 49.56    | 나탈리야 안티유흐 · 러시아                                                                  | 49.89    |
| 800m 자세히         | 켈리 홈스 · 영국                                                                                    | 1:56.38      | 하스나 벤하시 · 모로코 | 1:56.43  | 욜란다 체플라크 · 슬로베니아                                                                | 1:56.43  |
| 1500m 자세히        | 켈리 홈스 · 영국                                                                                    | 3:57.90      | 타티야나 토마쇼바 · 러시아 | 3:58.12  | 마리아 치온칸 · 루마니아                                                                    | 3:58.39  |
| 5000m 자세히        | 메세레트 데파르 · 에티오피아                                                                        | 14:45.65     | 이사벨라 오치치 · 케냐 | 14:48.19 | 티루네시 디바바 · 에티오피아                                                                | 14:51.83 |
| 10,000m 자세히      | 싱후이나 · 중화인민공화국                                                                           | 30:24.36     | 이제가예후 디바바 · 에티오피아 | 30:24.98 | 데라르투 툴루 · 에티오피아                                                                  | 30:26.42 |
| 100m 허들 자세히    | 조애나 헤이스 · 미국                                                                                | 12.37 (OR)   | 올레나 크라소프스카 · 우크라이나                                                                                                   | 12.45    | 멜리사 모리슨 · 미국                                                                        | 12.56    |
| 400m 허들 자세히    | 파니 할키아 · 그리스                                                                                | 52.82        | 이오넬라 트를레아 · 루마니아 | 53.38    | 테티야나 테레슈추크 · 우크라이나                                                            | 53.44    |
| 400m 릴레이 자세히  | 자메이카 (JAM) · 타이나 로렌스 · 셰론 심프슨 · 알린 바일리 · 베로니카 캠벨브라운 · 베럴리 맥도날드* | 41.73        | 러시아 (RUS) · 올가 피요도로바 · 율리야 타바코바 · 이리나 하바로바 · 라리사 크루글로바                                             | 42.27    | 프랑스 (FRA) · 베로니크 망 · 뮈리엘 휘르티스 · 실비아네 펠릭스 · 크리스틴 아론              | 42.54    |
| 1600m 릴레이 자세히 | 미국 (USA) · 디디 트로터 · 모니크 핸더슨 · 사냐 리처즈 · 모니크 헤너건 · 모샤미 로빈슨*             | 3:19.01      | 러시아 (RUS) · 올레시야 포르셰바 · 나탈리야 나자로바 · 올레시야 지키나 · 나탈리야 안티유흐 · 타티야나 피로바* · 나탈리아 이바노바* | 3:20.16  | 자메이카 (JAM) · 노블렌 윌리엄스 · 미첼 버거 · 나디아 데이비 · 샌디 리처즈 · 로네타 스미스* | 3:22.00  |
| 마라톤 자세히       | 노구치 미즈키 · 일본                                                                                | 2:26:20      | 캐서린 은데레바 · 케냐 | 2:26:32  | 디나 카스터 · 미국                                                                          | 2:27:20  |
| 20km 경보 자세히    | 아타나시아 초우멜레카 · 그리스                                                                      | 1:29:12      | 올림피아다 이바노바 · 러시아 | 1:29:16  | 제인 사빌 · 오스트레일리아                                                                  | 1:29:25  |
| 높이뛰기 자세히     | 옐레나 슬레사렌코 · 러시아                                                                          | 2.06 m (OR)  | 헤스트리에 클로에테 · 남아프리카 공화국                                                                                            | 2.02 m   | 비타 스티요피나 · 우크라이나                                                                | 2.02 m   |
| 장대높이뛰기 자세히 | 옐레나 이신바예바 · 러시아                                                                          | 4.91 m (WR)  | 스베틀라나 페오파노바 · 러시아 | 4.75 m   | 안나 로고프스카 · 폴란드                                                                    | 4.70 m   |
| 멀리뛰기 자세히     | 타티야나 레베데바 · 러시아                                                                          | 7.07 m       | 이리나 멜레시나 · 러시아 | 7.05 m   | 타티야나 코토바 · 러시아                                                                    | 7.05 m   |
| 세단뛰기 자세히     | 프랑수아즈 음방고 · 카메룬                                                                          | 15.30 m      | 흐리소피이 데베트지 · 그리스 | 15.25 m  | 타티야나 레베데바 · 러시아                                                                  | 15.14 m  |
| 포환던지기 자세히   | 유밀레이디 쿰바 · 쿠바                                                                              | 19.59 m      | 나디네 클라이네르트 · 독일 | 19.55 m  | 없음                                                                                        |          |
| 원반던지기 자세히   | 나탈리야 사도바 · 러시아                                                                            | 67.02 m      | 아나스타시아 켈레시도우 · 그리스                                                                                                   | 66.68 m  | 베라 포스피실로바 · 체코                                                                    | 66.08 m  |
| 해머던지기 자세히   | 올가 쿠젠코바 · 러시아                                                                              | 75.02 m (OR) | 이프시 모레노 · 쿠바 | 73.36 m  | 유나이카 크라우포르드 · 쿠바                                                                | 73.16 m  |
| 창던지기 자세히     | 오슬레이디스 메넨데스 · 쿠바                                                                        | 71.53 m (OR) | 슈테피 네리우스 · 독일 | 65.82 m  | 미렐라 마니야니 · 그리스                                                                    | 64.29 m  |
| 7종경기 자세히      | 카롤리나 클뤼프트 · 스웨덴                                                                          | 6952         | 아우스트라 스쿠이테 · 리투아니아                                                                                                   | 6435     | 켈리 소터튼 · 영국                                                                          | 6424     |

*은 본선에만 출전하고 메달을 딴 선수를 의미한다.

## 참고
1. ↑  당시 금메달을 딴 육상 선수 유리 빌로노흐 (우크라이나)가 도핑으로 실격 처리된후, 2013년 3월에 또다른 메달 발표가 있었다. IOC의 성명서에 따르면 금메달은 애덤 넬슨 (미국), 은메달은 요아킴 올센 (덴마크), 동메달은 마누엘 마르티네스 (스페인)에게 보내졌다.  보관됨 2013-03-12 - 웨이백 머신
2. ↑  이반 치한 (벨라루스)은 도핑으로 실격 처리되었다. 메달을 정리하는 IOC의 결정은 없었다.
3. ↑  스베틀라나 크리벨료바 (러시아)는 도핑으로 실격되었다. IOC가 메달을 정리하는 결정은 없었다.
4. ↑  이리나 야첸코 (벨라루스)는 도핑으로 실격되었다. IOC는 2013년 5월 30일에 IOC 집행위원회에서 동메달이 베라 포스피실로바에게 재배정되었다고 판단했다.

## 범례
|  | 세계 신기록                  |  |                   | 아프리카 신기록 |                      | Q | 예선 통과 |
|  | 올림픽 신기록                |  | 북아메리카 신기록 | DNS             | 경기를 시작하지 않음 |   |           |
|  |                              |  | 아시아 신기록     | DNF             | 경기를 마치지 않음   |   |           |
|  | 국가 신기록                  |  | 유럽 신기록       | DSQ             | 실격                 |   |           |
|  | 개인 최고 기록 (개인 신기록) |  | 오세아니아 신기록 | WD              | 기권                 |   |           |
|  | 시즌 최고 기록 (시즌 신기록) |  | 남아메리카 신기록 | NM              | 기록 없음            |   |           |